# Cchaj Čchang
Cchaj Čchang (čínsky pchin-jinem Cài Chàng, znaky zjednodušené 蔡畅, tradiční 蔡暢; 14. května 1900 – 11. září 1990) byla čínská komunistická politička,  předsedkyně Všečínského svazu žen (1949–1978) a místopředsedkyně stálého výboru Všečínského shromáždění lidových zástupců (parlamentu, 1975–1980), dlouholetá členka ústředního výboru Komunistické strany Číny (1945–1982).

## Život
Cchaj Čchang se narodila 14. května 1900 v okrese Siang-jang v centrální části provincie Chu-nan. Navštěvoval místní dívčí základní školu, odmítla manželství domluvené jí otcem a odešla na dívčí střední školu v Čchang-ša. Po jejím absolvování roku 1916 vyučovala na základní škole. V zimě 1917–1918 se stala jednou z prvních žen, které se připojily k Nové lidové studijní společnosti Mao Ce-tunga a Cchaj Che-sena, jejího bratra. Koncem roku 1919 odjela s matkou, Cchaj Che-senem a jeho budoucí ženou Siang Ťing-jü do Francie kde studovala anarchismus, marxismus a leninismus spolu s dalšími čínskými socialistickými feministkami, částečně pracovala v továrně. Roku 1922 vstoupila do Socialistického svazu mládeže Číny a vdala se za Li Fu-čchuna, později jednoho z vůdců Komunistické strany Číny. Do Komunistické strany Číny vstoupila roku 1923. Začátkem roku 1924 se jí narodila dcera, její jediné dítě. Dceru předala do opatrování své matce a odjela s manželem do Moskvy, kde studovali na Komunistické univerzitě pracujících Východu. Na podzim 1924 se manželé vrátili do Číny.
V Číně se v Kantonu neprodleně zapojila do politické práce, působila v ženském výboru tamní provinční organizace KS Číny a v ženském oddělení Kuomintangu, přičemž se soustředila na zlepšování pracovních podmínek žen a jejich zrovnoprávnění s muži. S úspěchem Severního pochodu se s manželem přesunuli do Nan-čchangu v provincii Ťiang-si, kde řídila ženské byro provinčního výboru KS Číny a oddělení propagandy provinční organizace Kuomintangu. Po rozpadu aliance komunistů s Kuomintangem působila v ilegalitě jako komunistická aktivistka ve Wu-chanu, Šanghaji a Hongkongu, v létě 1928 se účastnila VI. sjezdu KS Číny v Moskvě. Koncem roku 1931 byla přeložena do centrální sovětské oblasti v Ťiang-si, kde vyučovala sociální historii ve škole Rudé armády, vedla ženské (a přechodně i organizační) oddělení provinčního výboru KS Číny. Zúčastnila se Dlouhého pochodu. Poté v komunisty ovládaných regionech severozápadní Číny vedla ženské hnutí, stála v čele ženského oddělení ústředního výboru. V letech 1938–1940 byla na studijním a léčebném pobytu v Moskvě.
Roku 1945 byla na VII. sjezdu KS Číny zvolena členkou ústředního výboru (znovuzvolena na následujících sjezdech v letech 1956, 1969, 1973 a 1977, v ústředním výboru zůstala do roku 1982) a stanula v čele přípravného výboru Všečínského svazu žen. Organizovala hnutí žen na osvobozených územích, roku 1949 byla na I. sjezdu svazu žen zvolena jeho předsedkyní (znovuzvolena na následujících sjezdech roku 1953 a 1957, předsedkyní zůstala do IV. sjezdu roku 1978). Po roce 1949 zaujímala vysoké prestižní posty v orgánech Čínské lidové republiky, v letech 1949–1954 byla jedinou ženou v ústřední lidové vládě Čínské lidové republiky, roku 1949 se účastnila jednání Čínského lidového politického poradního shromáždění, v letech 1949–1957 řídila ženské oddělení Všečínské federace odborů, byla členkou stálého výboru Všečínského shromáždění lidových zástupců (1954–1980) a v letech 1975–1980 i jeho místopředsedkyní.
V 50. letech byla aktivní a viditelná v ženském hnutí v Číně i na mezinárodní scéně, v 60. letech se stáhla z veřejných akcí. Koncem 70. let byla opět uznána a oslavována jako vzorová revolucionářka.